# Alliopsis heterochaeta
Alliopsis heterochaeta är en tvåvingeart som beskrevs av Fan och Wu 1983. Alliopsis heterochaeta ingår i släktet Alliopsis och familjen blomsterflugor. Inga underarter finns listade i Catalogue of Life.